# 北嶋美雪
北嶋美雪（きたじま　みゆき、1933年－　）は、日本の哲学者。学習院大学名誉教授。古代ギリシア・ローマ哲学専攻。

## 来歴
神奈川県生まれ。1962年京都大学大学院文学研究科博士課程退学。田中美知太郎に師事する。学習院大学助教授、教授、2003年退職、名誉教授。

## 翻訳
- ヒッピアスー大 プラトン 世界古典文学全集 筑摩書房 1964
- ディオゲネス・ラエルティオス 世界文学大系 筑摩書房 1965
- ギリシアの知恵 古代名言集 山本光雄共訳編 社会思想社 1966 (現代教養文庫)
- テアゲス プラトン全集 7 岩波書店 1975
- ムーサイの谷の蜜の泉から ギリシア詩文選 彌生書房 1984.12／「ギリシア詩文抄」平凡社ライブラリー 1994.6
- パルメニデス　ハイデッガー「全集 第54巻」、湯本和男・アルフレド・グッツオーニ共訳 創文社 1999.12
- 弁論集1・3、デモステネス、各・加来彰俊・田中美知太郎・北野雅弘／杉山晃太郎・木曽明子共訳 京都大学学術出版会 2004-2022 (西洋古典叢書 全7巻)
- 政治学 アリストテレス 田中美知太郎・尼ケ崎徳一・松居正俊・津村寛二共訳 中央公論新社 2009.11 (中公クラシックス)

## 論文
- ギリシア哲学におけるレトリックの問題。「思想」1969年5月、岩波書店[1] ほか